# 호걸선우
호걸선우(呼揭單于, ? ~ ?년)는 흉노의 선우다. 호걸은 종족명이자 선우의 칭호로 이름은 불명이다. 호걸왕을 지내다 자립해 선우가 됐다가, 거리선우를 거쳐 호한야선우에게 항복했다.

## 생애
포학한 악연구제선우를 견디지 못한 흉노인들이 전 선우의 아들 계후산을 호한야선우로 옹립했으며 악연구제선우는 패하고 자결했으나, 우현왕 등 악연구제선우의 잔당은 호한야선우의 제거 시도를 알아차리고 악연구제선우의 사촌형 도기선우를 옹립해 흉노는 내분 상태로 빠져들었다. 이때 서쪽에서 온 호걸왕은 유리당호와 함께 우현왕이 오자선우로 자립하려 한다고 참소했다. 도기선우는 우현왕 부자를 죽였으나, 뒤늦게 진상을 안 도기선우는 유리당호를 죽였다. 이에 두려움을 품고 달아나 호걸선우를 자칭했다. 도기선우가 호한야선우를 막으려고 세운 우욱건왕과 오자도위도 다 자립해서 각각 거리선우와 오자선우를 일컬어, 흉노에는 호한야까지 총 다섯 선우가 나타나고 말았다.
도기선우가 거리선우와 오자선우를 모두 패퇴시키자, 자신에게 달아나 온 두 선우를 모두 받아들이고 오자선우와 함께 선우 칭호를 버리고 거리선우를 선우로 추대했다. 기원전 56년, 도기선우가 패망하자 거리선우와 오자도위와 함께 호한야선우에게 투항했다.

## 출전
- 반고: 《한서》 권94 하 흉노전제64 하